# タイムマシーンをちょうだい
『タイムマシーンをちょうだい』は、キング・クリームソーダの8枚目のシングル。2018年1月31日にFRAMEよりリリースされた。

## 概要
タイトルチューンは、テレビアニメ「妖怪ウォッチ」の9代目オープニングテーマおよびニンテンドー3DS用ソフト「妖怪ウォッチバスターズ2 秘宝伝説バンバラヤー マグナム」のテーマソングとして、カップリング曲『剣の舞人』は同じくニンテンドー3DS用ソフト「妖怪ウォッチバスターズ2 秘宝伝説バンバラヤー ソード」のテーマソングとしてそれぞれ使用された。
グループに新メンバー・小室清佳（現：小室さやか）を迎えた初の作品であり、新体制でのスタートを象徴する楽曲となっている。
曲調はエネルギッシュでポップなダンスナンバー。歌詞には「時空を超えて君を守る」といった壮大なテーマが込められており、未来への希望と友情を描いている。

## 歌詞の特徴
- サビでは「バババン バンバン バンバラヤ」という印象的なフレーズが繰り返され、耳に残るキャッチーな構成[3]。
- 歌詞全体を通して、過去・未来・現世・前世といった時間軸を超えた冒険が描かれている。
- 「タイムマシーンをちょうだい」というフレーズは、希望と変化への願いを象徴している[3]。

## ミュージックビデオ
- YouTubeにて公式MVが公開されており、カラフルでポップな映像とともに楽曲の世界観が表現されている。
- MVでは新メンバー・小室清佳のパフォーマンスもフィーチャーされている[2]。

## 収録内容

### CD
1. タイムマシーンをちょうだい [3:59]
2. 剣の舞人 [4:19]
作詞：高木貴司 & motsu / 作曲・編曲：菊谷知樹
3. タイムマシーンをちょうだい - Instrumental - [3:59]
4. 剣の舞人 - Instrumental - [4:18]

### DVD
1. タイムマシーンをちょうだい - Music Video - [3:57]